# Georg Christoph von Haslang

Georg Christoph von Haslang

Georg Christoph von Haslang (* 25. September 1602 in München; † 15. April 1684 in Hohenkammer) war Gesandter des Kurfürsten Maximilian I. von Bayern bei den Westfälischen Friedensverhandlungen in Münster und Osnabrück.

## Leben

### Herkunft und Familie
Georg Christoph von Haslang wurde als Sohn des Heinrich von Haslang († 1607, Hofrat) und seiner Gemahlin Barbara von Closen geboren.
Im Jahre 1621 heiratete er Anna Katharina von Dalberg, Tochter des Wolfgang Friedrich I. von Dalberg. Sie war die Witwe des Johann Dietrich Echter von Mespelbrunn. Aus dieser Ehe sind drei Kinder hervorgegangen. Die zweite Ehe schloss er im Jahre 1635 mit Maria Katharina von Fürstenberg zu Herdringen (1611–1679), Tochter des Friedrich von Fürstenberg (1576–1646) und seiner Frau Anna Maria von Kerpen (1588–1646). Diese Ehe brachte fünf Söhne und eine Tochter hervor.

### Werdegang und Wirken
Nach einem Studium an der Universität Ingolstadt wurde Georg Christoph im Jahre 1621 kurbayerischer Truchsess und Hofrat. Ein Jahr später in den Freiherrnstand erhoben, schlug er die Offizierslaufbahn ein und wurde 1632 Chef einer Reiterkompanie.
Am 11. Dezember 1638 erhielt Georg Christoph vom Kurfürsten Maximilian I. für seinen Anteil am Sitz Giebing einen Lehensbrief. Da er sich als Gesandter beim Reichstag zu Regensburg von 1641 bis 1642 und auch in Wien bewährt hatte, folgte 1645 die Ernennung zum Geheimrat und zum Hauptgesandten für den Westfälischen Friedenskongreß in Münster. Hier oblag ihm die Repräsentation Kurbayerns. Die Friedensverträge wurden am 24. Oktober 1648 in Osnabrück nicht von Georg Christoph, sondern von Dr. Johann Adolph Krebs unterschrieben. Im Jahre 1653 war er kurbayerischer Gesandter bei der Wahl des Königs Ferdinand IV. Georg Christoph ist in der Pfarrkirche zu Hohenkammer begraben, wo der Grabstein noch erhalten ist.

### Wichtige Ämter
- 1635 Kämmerer
- 1639–1662 Pfleger zu Pfaffenhofen
- 1653 Oberstkämmerer
- 1662–1679 Pfleger zu Friedberg.
- 1643 Hofmarschall und Erbhofmeister
- 1662 Geheimer Ratsdirektor

### Sonstiges
- Der Kupferstecher Anselm van Hulle hatte den Auftrag erhalten, von allen wichtigen Teilnehmern des Kongresses ein Porträt zu fertigen. Nach diesem Kupferstich wurde ein Ölgemälde mit dem Porträt des Georg Cristoph von Haslang angefertigt, das noch heute den Münsteraner Sitzungssaal ziert.
- Sein Schloss Hohenkammer wurde während der Kriegswirren zerstört. Ab 1641 begann der Wiederaufbau. Bei einem feindlichen Angriff im Jahre 1646 wurde das Schloss erneut schwer beschädigt. In diesem Zustand fand Georg Christoph sein Schloss nach seiner Rückkehr aus Münster vor.